# Tanguiéta
Tanguiéta es una comuna beninesa perteneciente al departamento de Atakora.
En 2013 tenía 74 675 habitantes, de los cuales 27 094 vivían en el arrondissement de Tanguiéta.
Se ubica en el cruce de las carreteras RNIE3 y RN9, unos 40 km al norte de Natitingou. El parque nacional de Pendjari se ubica en el norte del territorio de esta comuna, que es fronterizo con Burkina Faso a través del río Pendjari.

## Subdivisiones
Comprende los siguientes arrondissements:
- Cotiakou
- N'Dahonta
- Taiakou
- Tanguiéta
- Tanongou